# Holoparamecus bertouti
Holoparamecus bertouti is een keversoort uit de familie zwamkevers (Endomychidae). De wetenschappelijke naam van de soort werd in 1861 gepubliceerd door Charles Nicolas Aubé.